# Dortmund-Hörder Hüttenunion
Die Dortmund-Hörder Hüttenunion AG (DHHU) war ein Montanunternehmen mit Sitz in Dortmund.
Es entstand 1933 im Rahmen der Neuorganisation der Vereinigten Stahlwerke AG als Betriebsführungsgesellschaft für die Werke des ehemaligen Hörder Bergwerks- und Hütten-Vereins (später Phoenix) und der Union, AG für Bergbau, Eisen- und Stahl-Industrie.
Durch die Entflechtung der Montanindustrie nach dem Zweiten Weltkrieg wurden der Hörder Verein und die Dortmunder Union zwar zunächst eigenständige Unternehmen (Hüttenwerk Hörde AG beziehungsweise Hüttenwerk Union AG), schlossen sich aber 1951 wieder zur Dortmund-Hörder Hüttenunion AG zusammen. 1966 wurde die DHHU mit ihren Tochterunternehmen (zum Beispiel dem Eisenwerk Rothe Erde und der Hüttenwerke Siegerland) – insgesamt 25.200 Arbeiter und Angestellte mit 1,9 Milliarden DM Umsatz – von der Hoesch AG übernommen.